# Verfassungsreferendum in St. Vincent und den Grenadinen 2009
Das Verfassungsreferendum in St. Vincent und den Grenadinen (constitutional referendum) wurde am 25. November 2009 durchgeführt. Bei dem Referendum im karibischen Inselstaat St. Vincent und die Grenadinen waren die Stimmberechtigten aufgefordert eine neue Verfassung abzustimmen, welche diejenige Verfassung ersetzen sollte, die seit 1979 in Kraft war. Der Vorschlag wurde nur von 43,13 % der Stimmberechtigten unterstützt und verfehlte damit die erforderliche Zweidrittelmehrheit. Die vorgeschlagene Verfassung hätte die Monarchie in St. Vincent und den Grenadinen abgeschafft und der Opposition mehr Macht eingeräumt. Das Referendum war das erste seiner Art in einem Mitgliedsstaat der Organisation Ostkaribischer Staaten. Monarchin war zu der Zeit Königin Elisabeth II.

## Vorfeld der Abstimmung
Der Premierminister Ralph Gonsalves und seine Unity Labour Party (ULP) warben vehement für die Verfassungsänderung. Gonsalves verfocht, auch wenn er persönlich keinen Ärger mit Königin Elisabeth II. hatte, das es Zeit für St. Vincent sei die Monarchie abzuschaffen; Er hatte die Meinung: „Ich halte es ein bißchen für eine a Nancy Story, dass die Königin von England (sic) wirklich die Königin von Saint Vincent und den Grenadinen sein kann.“ Obwohl er bereits früher eine Affinität gegenüber den kommunistischen Diktatoren Hugo Chávez und Fidel Castro gezeigt hatte, versicherte Gonsalves, dass die vorgeschlagene Verfassung für St. Vincent und die Grenadinen keinen solchen Präsidentenposten schaffen würde; der Premierminister argumentierte, dass eine exekutive Präsidentschaft dem Amtsinhaber viel zu viel Macht in dem kleinen Land geben würde. In einem Interview mit dem Trinidad and Tobago Express behauptete er, dass diese Art von Präsidentschaft „wohl Sinn macht“ („may well make perfect sense“) für das benachbarte Land Trinidad und Tobago, aber nicht in St. Vincent und den Grenadinen funktionieren würde. Er sagte weiter: „Es ist unsere Überzeugung, dass ein Zusammenführen der Macht des Premierministers mit der Macht des Staatsoberhauptes, eines Regierungschefs oder Staatschefs in unseren Bedingungen, eine Massnahme wäre, die den Amtsträger viel mächtiger machen würde als es die derzeitige Situation hergibt.“
Die Opposition gegen die Verfassungsänderung wurde von der New Democratic Party (NDP) angeführt, welche die Position vertrat, dass die vorgeschlagene Verfassung weder die Macht des Premierministers beschränken, noch die Demokratie stärken würde. Der Parteiführer der NDP, Arnhim Ulric Eustace verlautbarte, dass die Regierung Gonsalves und die Opposition sich über mehrere fundamentale Themen nicht habe einigen können, inklusive einer Integrity Commission, der Human Rights Commission, dem Ombudsmann, sowie der Electoral and Boundaries Commission (Wahl- und Grenzkommission).
Das Sekretariat der CARICOM kündigte an, dass es auf Bitten der Regierung von St. Vincent und den Grenadinen offiziell das Referendum beobachten würde mit Unterstützung der Spanish Agency for International Cooperation for Development (Agencia Española de Cooperación Internacional para el Desarrollo, AECID).

## Durchführung
Die Abstimmung fand trotz starker Regenfälle statt. 52.262 der 97.724 Stimmberechtigten nahmen daran teil. Sie konnten in 225 Wahllokalen abstimmen. Der Supervisor der Wahlen bezeichnete das Ergebnis als gute Wahlbeteiligung im Hinblick auf das fürchterliche Wetter.

## Ergebnisse
| Wahl                                        | Stimmen | %             |
| ------------------------------------------- | ------- | ------------- |
| Dafür                                       | 22.646  | 43,71         |
| Dagegen                                     | 29.167  | 56,29         |
| Ungültig                                    | 449     | 0.86          |
| Gesamt                                      | 51.813  | 100           |
| Wahlbeteiligung                             | 97.724  | 53,48 von 100 |
| Source: SVG Government – Referendum Results |         |               |